# Central de Benós
La Central de Benós (en aranès, Centrau de Benós) està situada a la localitat d'Es Bòrdes, aiguavall de la població de Benòs, a la comarca de la Vall d'Aran. És un edifici que allotja la sala de màquines comú de tres centrals hidroelèctriques (Benós, Varradós i Joeu) així com els alternadors i els elements de regulació i control. La longitud total de les canalitzacions i túnels arriba quasi als 20 quilòmetres.
En el seu exterior hi ha la subestació elèctrica on són ubicades les unitats de transformació i de distribució de l'electricitat.
L'edifici, així com els embassaments, canonades, la subestació elèctrica i obres auxiliars, fou construït per la Sociedad Productora de Fuerzas Motrices, ja aleshores filial de Fecsa. La posada en servei es feu en tres fases, Benós a l'any 1952, Varradós el 1956 i Joeu el 1958. La sortida d'aigües és fa mitjançant una canalització soterrada que du l'aigua cap a la central de Bossòst.
La producció de la central de Benós depèn del funcionament de la central d'Arties, atès que Benòs no té capacitat de regular cabals, sent la seva única missió la de produir energia elèctrica.
Actualment (2020) les instal·lacions són operades per Endesa, filial de la societat italiana Enel.

## Antecedents
Lluís Rouvière i Bula, un enginyer industrial barceloní va sol·licitar la concessió de 14 salts hidroelèctrics a la Vall d'Aran, essent publicada la seva sol·licitud el 10 d'agost de 1900 en el Butlletí Oficial de la província de Lleida.
Rouvière morí el març de 1904. Cinc dels aprofitaments van ser concedits el maig de 1911, i ja havien estat traspassats al banquer madrileny Teófilo Benard Seguier, que junt amb Emili Riu van fer replantejar les propostes de Rouvière i van establir un projecte d'aprofitament hidroelèctric situat entre Vielha i Es Bòrdes amb un cabal de 9.000 litres cúbics per segon, el qual fou aprovat l'octubre de 1919.
Les concessions van acabar en mans de la Sociedad Productora de Fuerzas Motrices, companyia creada per Emili Riu. Finalment en el 1943 s'atorgaria la concessió per aprofitament hidroelèctric de la cadena de salts que formarien les centrals d'Arties, Vielha i Benós a l'esmentada empresa.
L'any 1948 la companyia ja estava integrada a Riegos y Fuerzas del Ebro i es va reformar el projecte i també es van unificar els salts de Joèu i Varradòs en un únic edifici. El projecte final es va aprovar el juny de 1950. Poc després Riegos y Fuerzas del Ebro va ser declarada en fallida i venuda en subhasta a Fecsa. El canvi de propietat no va afectar el projecte, i les obres continuaren sense interrupció.

## Central hidroelèctrica de Benós

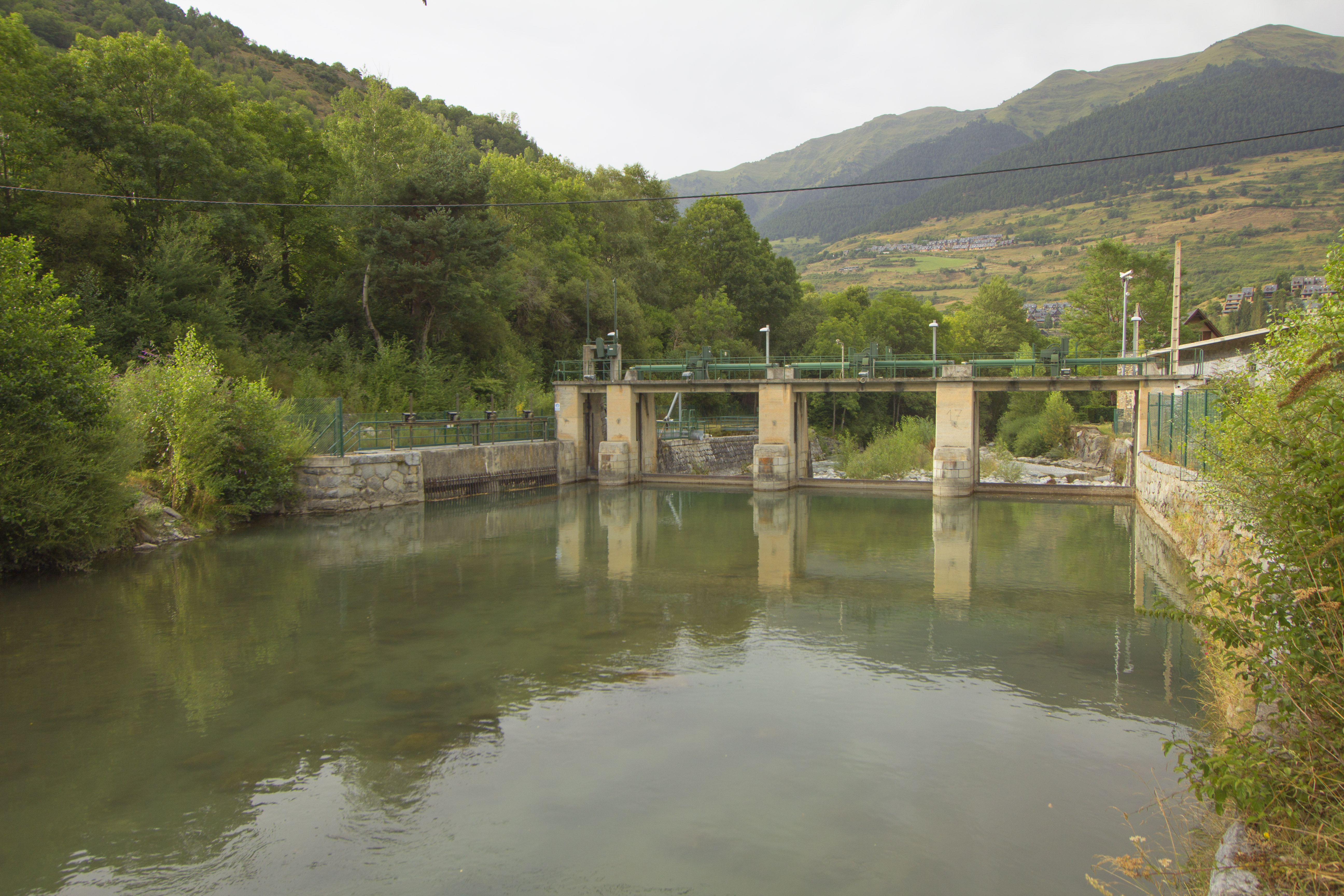
Resclosa de la Garona a Viella

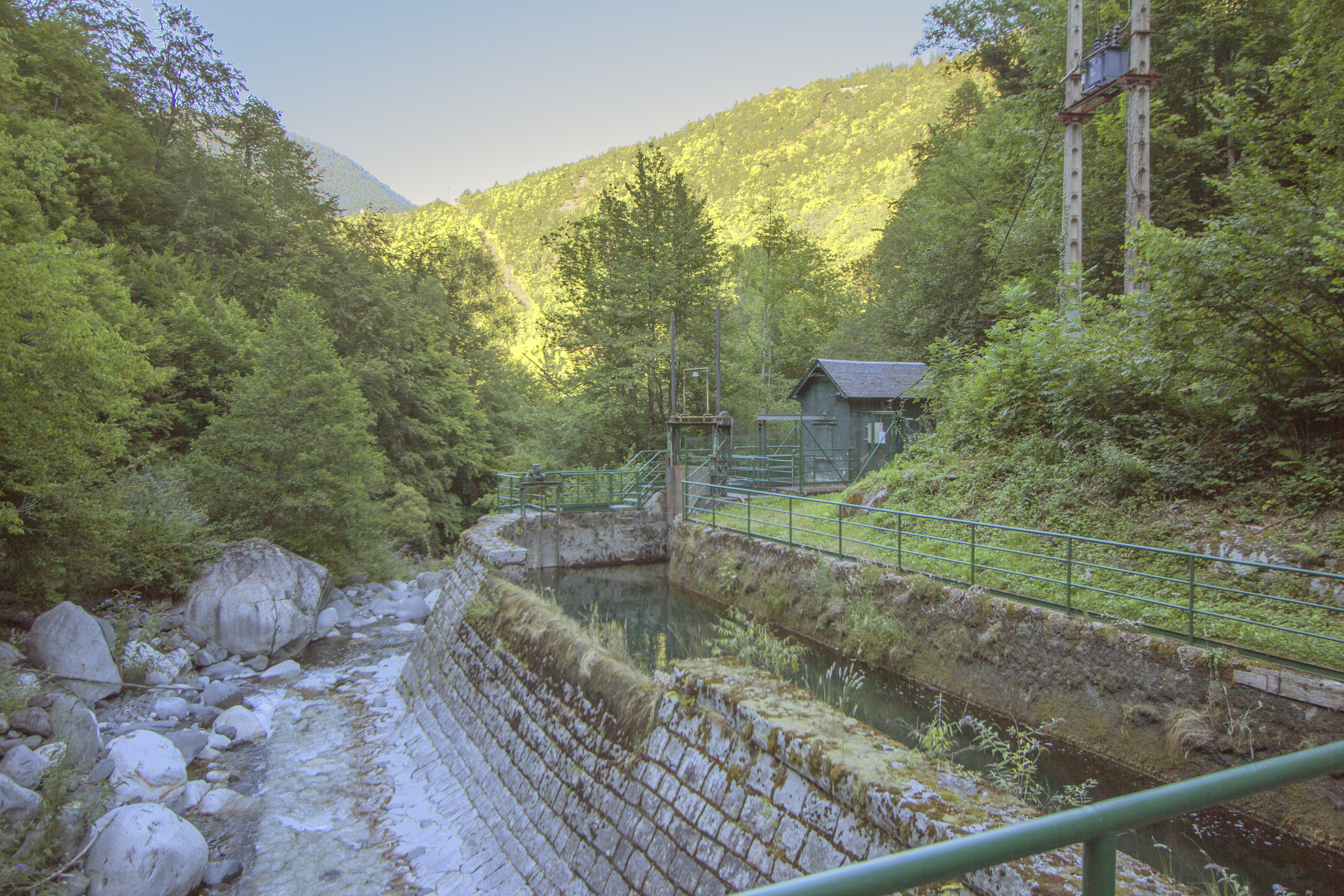
Assut del Baix Jueu. Punt d'inici de la canonada fins al Salt de Benós

El període de construcció fou entre 1947 i 1952. És una central d'aigua fluent.

### Conques de captació
L'aigua de la central hidroelèctrica de Benós procedeix de dues fonts diferents:
- Aigua de la Garona. Una part procedeix de la central hidroelèctrica de Vielha que un cop turbinada es transporta mitjançant una galeria en sifó que travessa la Garona cap el canal de Benós. L'altra part es deriva directament de la Garona per mitjà d'una resclosa situada a la Garona davant de central de Viella i a una altitud de 943 metres, i que s'uneix al mateix canal de Benós. El canal de Benós recorre per la riba esquerra de la Garona, a trams de forma soterrada i a trams a cel obert, una distància de 6,6 quilòmetres de longitud i du l'aigua fins al dipòsit regulador del Salt de Benós, situat davant la central hidroelèctrica de Benós, i a una altitud de 927 metres.
- Conca inferior del riu Joeu. En la cota de 940 metres del curs del riu Joèu hi ha una resclosa de 14 metres d'amplada amb la captació a l'estrep dret, que recull l'aigua de la part baixa del riu Joèu. Per mitjà d'un canal de 1.510 metres de llargada tot soterrat que té una capacitat de transport d'aigua 5 metres cúbics per segon, es porta al mateix depòsit regulador utilitzat per l'aigua provinent de la Garona, i és usada en el mateix Salt de Benós.[8]

### Salt de Benós
La canonada forçada del Salt de Benós té una longitud de 260 metres, i un diàmetre mig de 2,1 metres. La xemeneia d'aire té 1 metre de diàmetre i 11 metres d'alçada.

### Generació
Per generar electricitat la central està equipada amb dos grups generadors fabricats per la societat francesa Neyrpic. Cadascun té una turbina Francis d'eix vertical de 7,95 MW de potència i un alternador síncron fet per l'empresa belga Ateliers de Constructions Eléctriques de Charleroi girant a 600 revolucions per minut i produint 8.000 kVA (kilovolt ampere) a 6.300 V. El primer grup es va posar en marxa el gener de 1952 i el segon grup ho feu el març del mateix any.

## Central hidroelèctrica de Varradòs

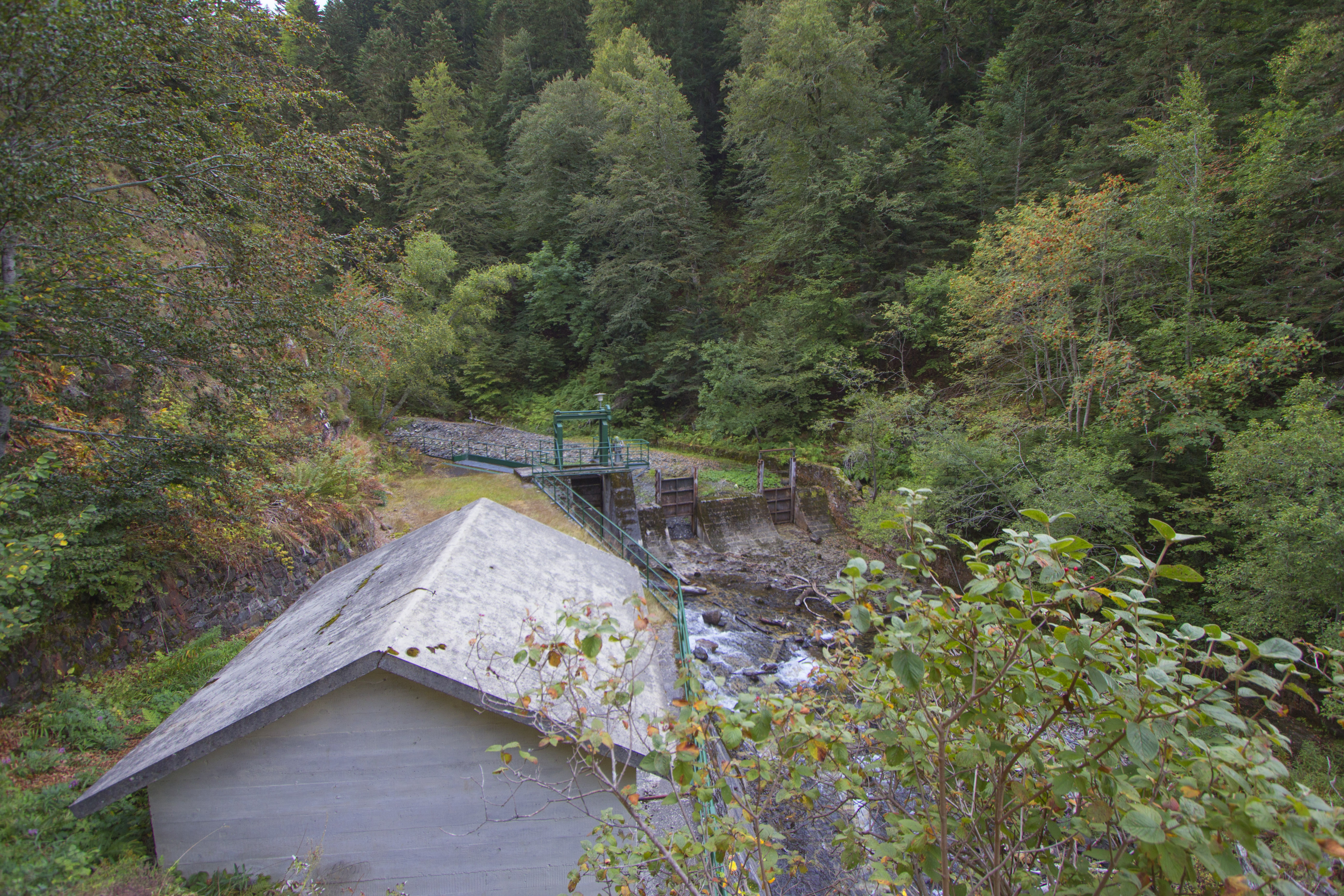
Assut de Varradòs. Inici canal de derivació.

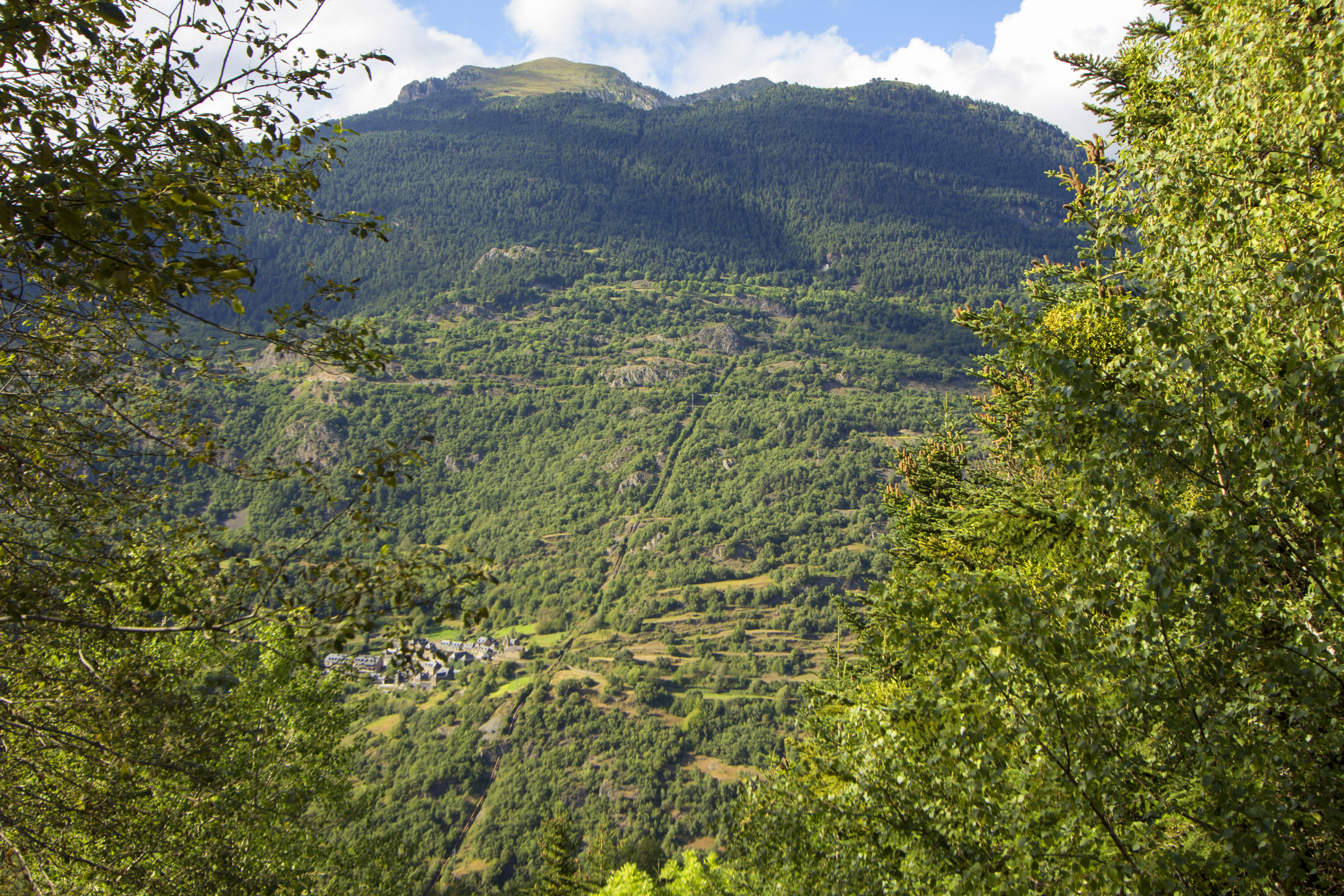
Tueu de Varradòs i poble de Begós

La central es posà en servei l'any 1956. És una central d'aigua fluent.

### Conques de captació
L'origen de l'aigua d'aquesta central és la conca alta del riu Varradòs; el riu neix de la confluència de nombrosos barrancs o torrents que s'originen a la serra d'Arenho, als Malhs dera Tartera i a la serra des Armèros i la de Pica Palomèra. Un assut situat a 1.472 metres d'altitud deriva part del cabal del riu cap un canal soterrani de 5.669 metres de longitud fins a la cambra d'aigües del Salt de Varradòs, a 1.453,1 metres d'altitud.

### Salt de Varradòs
La canonada forçada del Salt de Varradòs, anomenada Tueu de Varradòs, té una longitud de 1.694 metres, i un diàmetre mig de 0,9 metres. Si bé com la majoria de canonades forçades està instal·lada a l'exterior, entre el 1.265 i els 1.285 metres d'altura travessa en túnel un petit turó coronat per una ermita dedicada a Sant Miquel.

### Generació
El grup està compost per una turbina Pelton d'eix vertical de 15,88 MW de potència i un alternador girant a 600 revolucions per minut i produint 20.000 kVA (kilovolt ampere) a 6.300 V.

## Central hidroelèctrica del Joeu

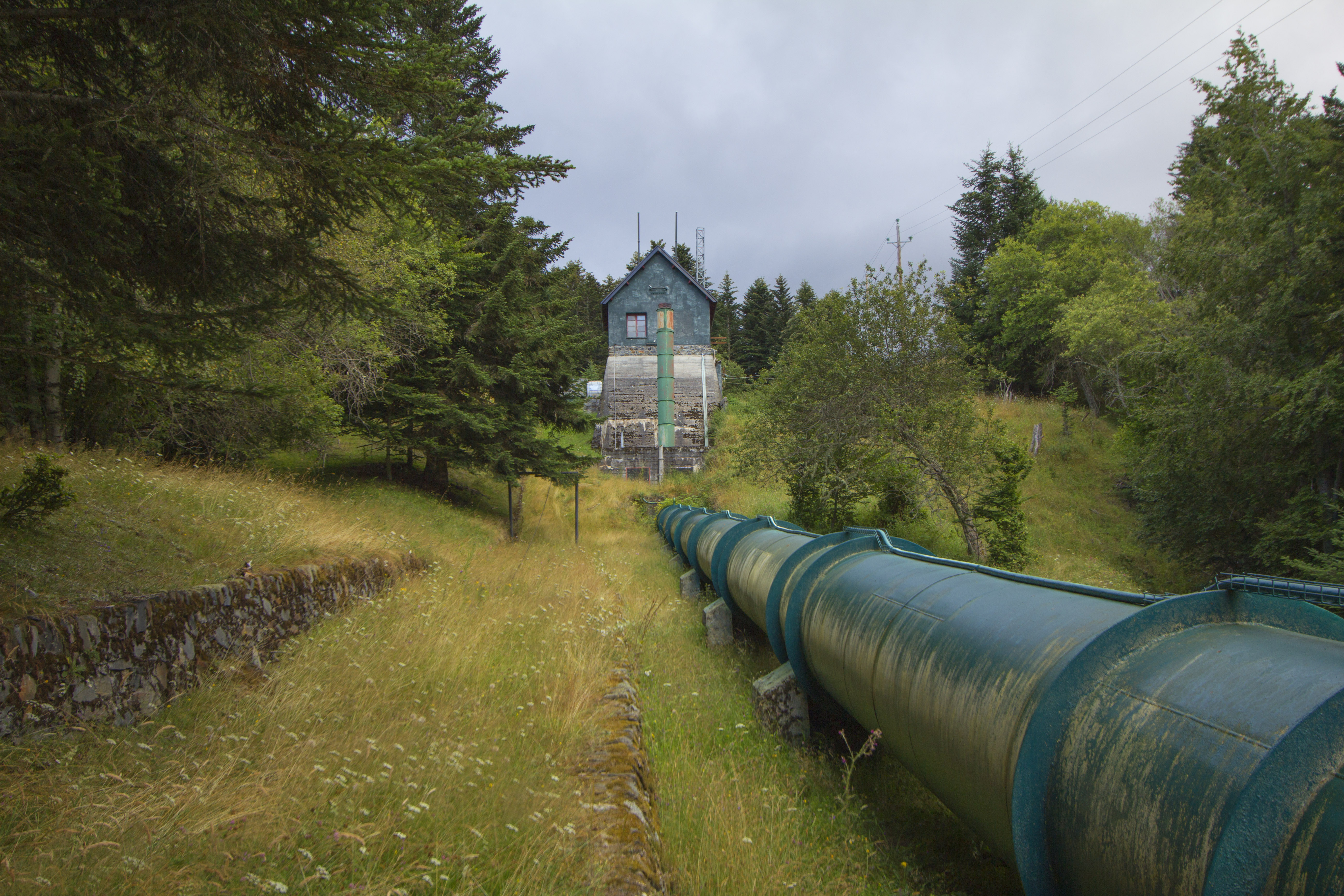
Era Cambra i Tuèu de Benós

La central es posà en servei l'u de maig de 1958. És una central d'aigua fluent recollida a la conca alta del riu Joeu.

### Conques de captació
L'aigua de la central del Joeu procedeix de la conca alta del riu Joeu. El riu Joeu es forma a partir de diversos barrancs; la Canaleta de Pomero, el Barranc dera Ribèra i el Barranc des Pois conflueixen a l'Artiga de Lin i formen el riu Joeu. Addicionalment, l'existència d'un fenomen càrstic que es produeix al curs alt del riu Éssera, ubicat al vessant Sud del Pirineu, on aquest riu desapareix sota terra al Forat d'Aigualluts una mitjana de 155 dies a l'any per ressorgir als Uelhs deth Joeu, al vessant nord de la serralada i contribuir al cabal del riu Joeu. Un assut desvia part de l'aigua del riu cap a una canalització soterrada que porta l'agua al llarg de 1.062 metres de longitud pel vessant occidental de la Serra d'Auba fins a la cambra d'aigües (situada a 1.364 metres d'altitud i anomenada amb el topònim Era Cambra) des de la que s'inicia la canonada forçada, anomenada Tuèu de Benós, que abasteix la central.

### Salt del Joeu
La canonada forçada que s'inicia a Era Crambra té una longitud de 1.329 metres, i un diàmetre mig de 1,14 metres.

### Generació
El grup està compost per una turbina Pelton d'eix vertical de 11,93 MW de potència i un alternador girant a 600 revolucions per minut i produint 26.500 kVA (kilovolt ampere) a 6.300 V.

## Transformació i transport

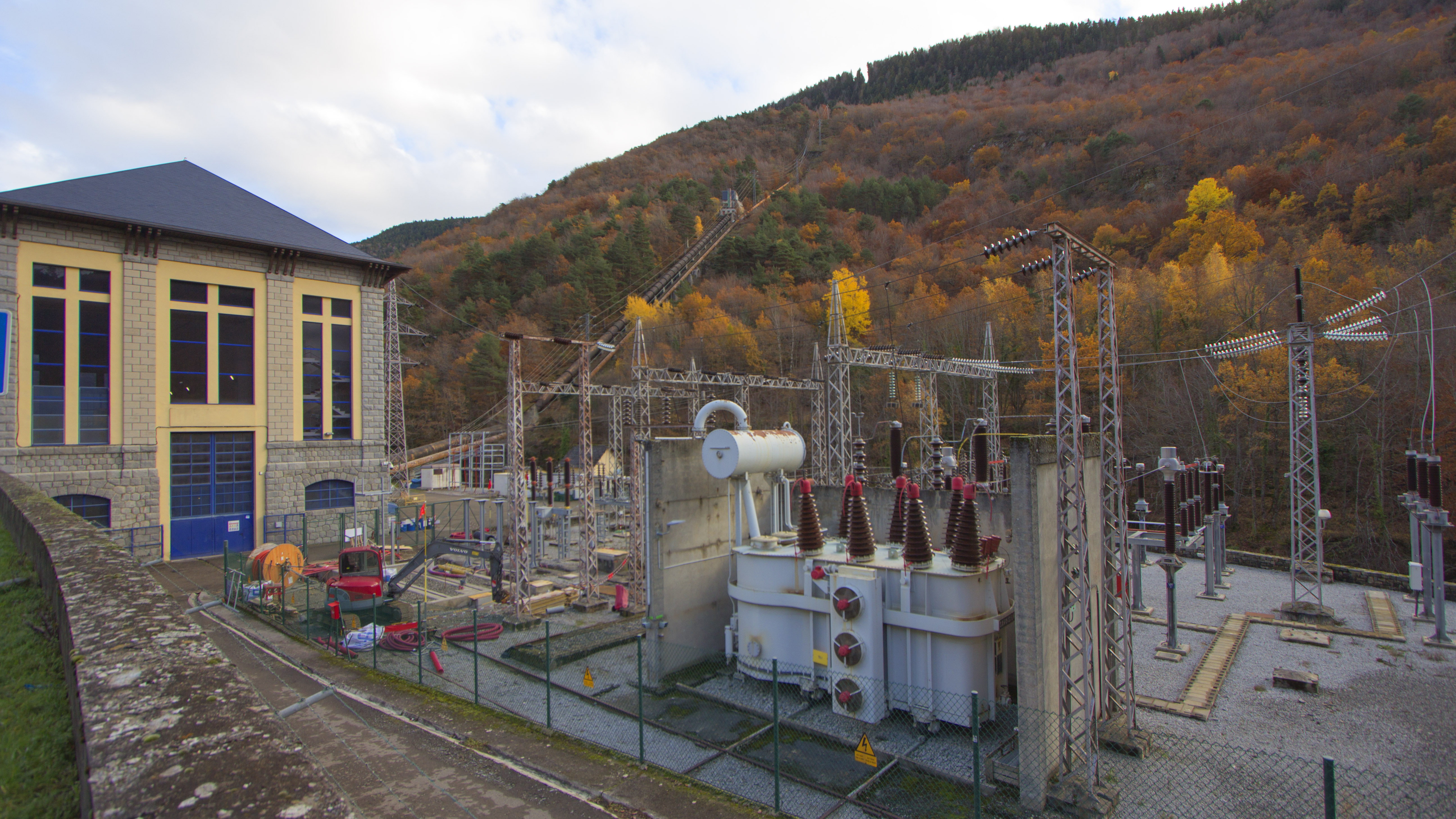
Subestació elèctrica de la central de Benós.

Originalment la central tenia quatre transformadors monofàsics, de 110/6 kV 20 MVA. El 2019 s'inicià un projecte per substituir-los per un transformador de potència tripolar de més capacitat, el model TR2 116/6,3 kV 60 MVA.
La subestació elèctrica es compartida per les tres central hidroelèctriques. Compleix tres funcions:
- A través del transformador, adapta la tensió de l'energia elèctrica produïda per les centrals d'Benós, Varradòs i Joeu a alta tensió per que el transport de l'energia sigui eficient en el seu viatge a grans distàncies.
- Rep l'energia produïda per altres estacions de la vall d'Aran (Pont de Rei, sant Joan de Toran i Bossòst, així com la procedent de la central de Cledes) i les envia a la subestació de la central d'Arties. Una altra línia envia la producció de Benós a la subestació de la Central d'Arties.
- De la central de Benós surt una línia d'interconnexió de 150 kV amb França.

## Resum característiques i producció

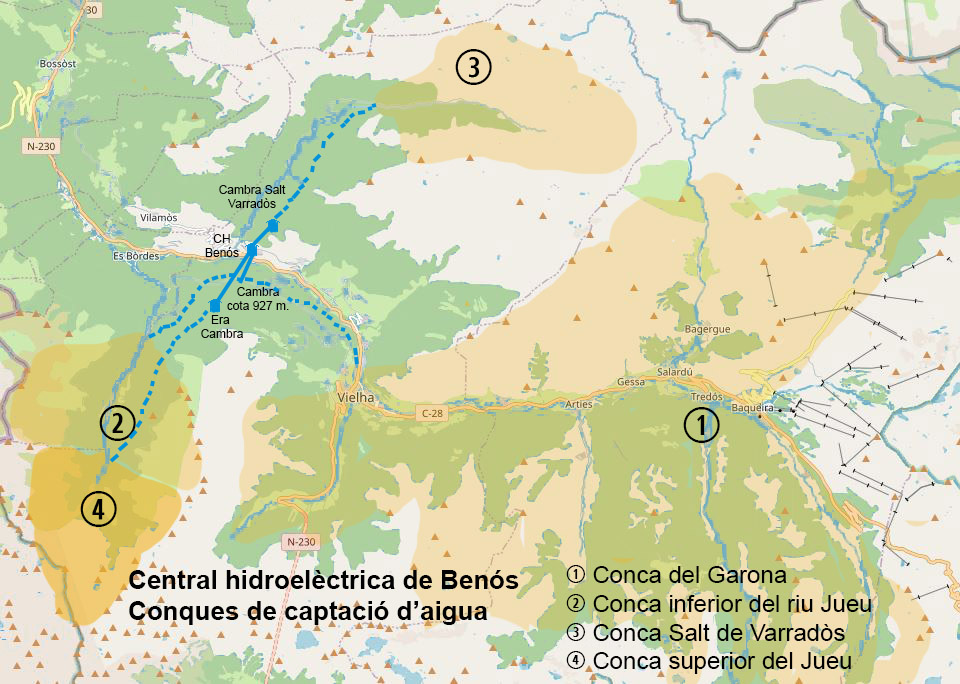
Esquema conques hídriques de la central de Benós.

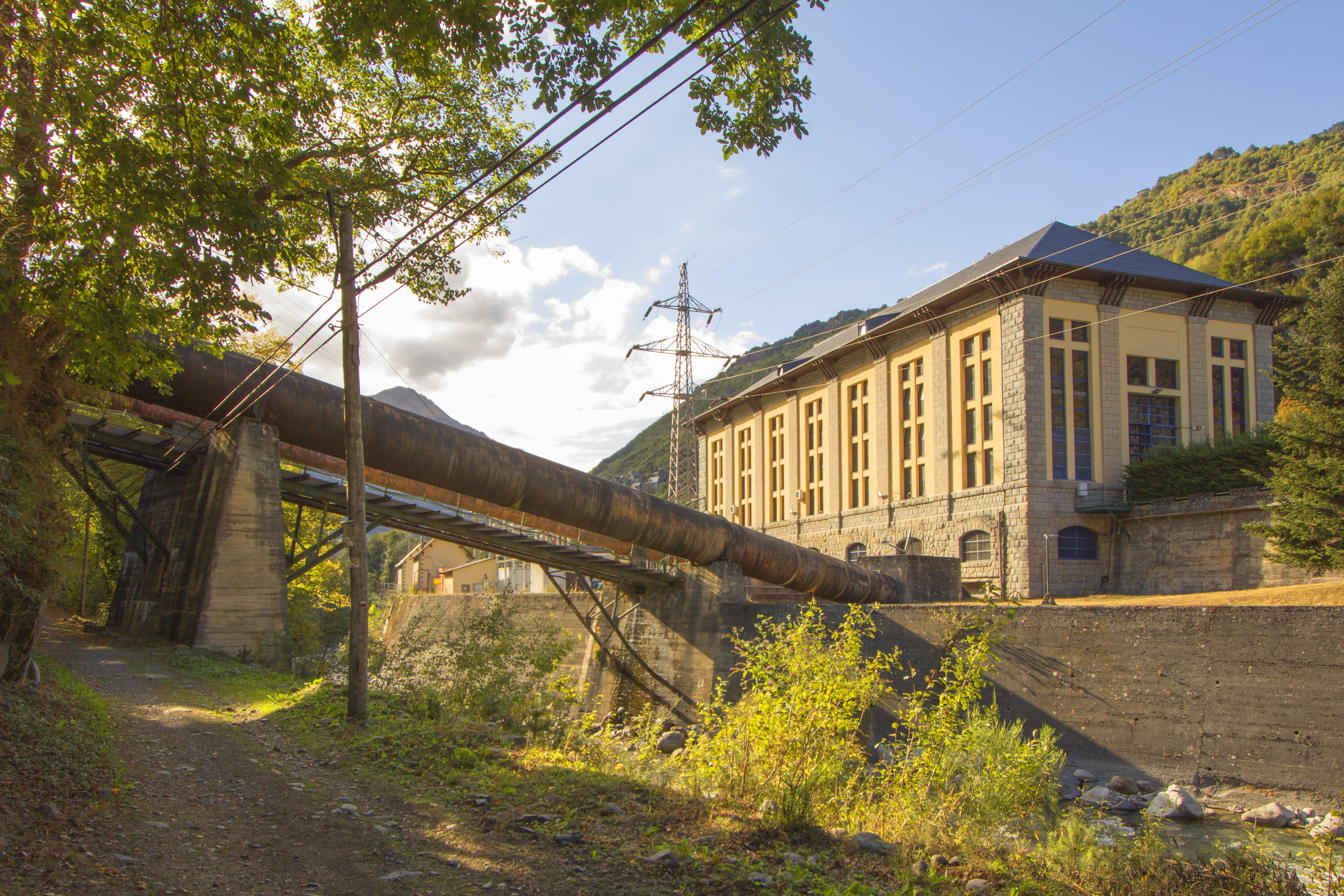
Canonades forçades creuant el riu Garona a la central hidroelèctrica de Benós.

|                               | Central Hidroelèctrica de Benòs   | Central Hidroelèctrica de Varradòs | Central Hidroelèctrica de Joeu  |
| Any posada en marxa           | 1952                              | 1956                               | 1958                            |
| Construïda per                | Productora de Fuerzas Motrices    | Productora de Fuerzas Motrices     | Productora de Fuerzas Motrices  |
| Operada per                   | Endesa                            | Endesa                             | Endesa                          |
| Salt                          |                                   |                                    |                                 |
| Altitud                       | 927,0 metres                      | 1.453,10 metres                    | 1.360,0 metres                  |
| Desnivell                     | 108,0 metres                      | 632,0 metres                       | 534,0 metres                    |
| Longitud canonada forçada     | 260 metres                        | 1.694 metres                       | 1.329 metres                    |
| Diàmetre mig canonada         | 2,10 metres                       | 0,90 metres                        | 1,14 metres                     |
| Cabal d'aigua nominal         | 8 metres cúbics/segon             | 3 metres cúbics/segon              | 5 metres cúbics/segon           |
| Sala de màquines              |                                   |                                    |                                 |
| Altitud                       | 828,40 metres                     | 828,40 metres                      | 828,40 metres                   |
| Nombre de grups               | 2                                 | 1                                  | 1                               |
| Turbines per grup             | 2 turbines Francis d'eix vertical | 1 turbina Pelton d'eix vertical    | 1 turbina Pelton d'eix vertical |
| Potencia instal·lada per grup | 7,95 MW                           | 15,88 MW                           | 21,35 MW                        |
| Potencia instal·lada total    | 15,90 MW                          | 15,88 MW                           | 21,35 MW                        |
| Producció mitja total anual   | 61,4 GWh                          | 57,6 GWh                           | 70,2 GWh                        |

## Mesura d'eficiència
A partir de les dades de característiques tècniques i producció de cadascuna de les centrals, es poden obtenir indicadors de la seva eficiència.
|                      | Central Hidroelèctrica de Benòs | Central Hidroelèctrica de Varradòs | Central Hidroelèctrica de Joeu |
| Mesures d'eficiència |                                 |                                    |                                |
| Potència mitja anual | 7,01 MW                         | 6,57 MW                            | 8,01 MW                        |
| Factor de planta     | 0,4408                          | 0,4140                             | 0,3753                         |

El factor de planta proporciona un indicador de l'eficiència en la producció d'energia. La tendència en el disseny de les centrals hidroelèctriques és que operin com a plantes per pics o puntes, entrant en operació durant les hores de major demanda d'energia en el sistema elèctric. Per això cal una gran capacitat instal·lada, atès que durant aquestes hores el sistema elèctric necessita aquesta potència. Un altre factor que afecta molt a aquest indicador és la disponibilitat d'aigua, o la seva estacionalitat. De fet, l'aigua de les tres centrals (Benòs, Varradòs i Joueu) procedeix fonamentalment de la fusió de neu durant el desgel, i en menor grau de les pluges de la tardor. Addicionalment, la central de Benòs depèn dels cabals de la Central de Viella, la qual depèn per la seva part de regulació de la Central d'Arties, la sortida d'aigües de la qual ha de passar pel sifó d'Arties (per que la canonada passi sota la llera de la Garona), el qual té un cabal màxim que limita la seva producció. Obviant la última limitació, el factor de planta en aquest tipus de centrals tendeix a estar en una forquilla de valors de 0,25-0,17. En una central nuclear, el factor de planta pot variar entre el 0,51 (Vandellòs II el 2005) i el 0,98 (Vandellòs II el 2005). Les grans variacions en una central nuclear poden estar originades per aturades de manteniment o recàrrega.

## Automatització de les centrals
Moltes de les centrals hidroelèctriques funcionen 24 hores al dia i, per tant, exigeixen una supervisió permanent. A finals dels anys vuitanta i principis dels noranta del segle XX l'evolució tecnològica va permetre iniciar un procés d'automatització i supervisió remota de les centrals hidroelèctriques. Aquest procés va coincidir també amb la instal·lació de sistemes de diagnòstic en el funcionament de les centrals, i es va passar d'una tècnica de manteniment reactiu a una basada en el manteniment predictiu, de manera que es pogués actuar abans que apareguessin els errors. Les feines de manteniment deixaren de fer-se amb personal propi de les companyies elèctriques a fer-ho per empreses externes que oferissin aquest servei. Aquest procés es va donar a la Vall d'Aran, al Pallars i a la Ribagorça.
Tot això provocà una disminució del personal local necessari pel manteniment de les centrals. A la Vall d'Aran es passà de 200 empleats a 25.